# گارد سفید (فنلاند)
گارد سفید یا گارد مدنی (فنلاندی: Suojeluskunta ، IPA: [ˈsuo̯jelusˌkuntɑ] ، سوئدی: Skyddskår ، یا سپاه حفاظت) یک سازمان شبه نظامی داوطلب و بخشی از جنبش سفید فنلاند بود که در طی جنگ داخلی فنلاند در سال ۱۹۱۸ بر گارد سرخ سوسیالیست پیروز شد. آنها عموماً به دلیل مخالفت با گارد سرخ کمونیست، نزد اهالی غرب به گارد سفید معروف بودند. گارد سفید فنلاند متشکل از شعب محلی در شهرداری‌ها بود.

## پیشینه
انقلاب روسیه در سال ۱۹۰۵ منجر به ناآرامی‌های اجتماعی و سیاسی و از بین رفتن امنیت در فنلاند شد که در آن زمان دوک نشین بزرگ فنلاند تحت حکومت تزار روسیه بود.
شبه نظامیان به عنوان یک پاسخ بدین رویداد تشکیل شدند، اما به زودی تحت تاثیر عقاید سیاسی مجبور به انتخاب خطوط سیاسی (چپ-راست) گردیدند. انقلاب روسیه در سال ۱۹۱۷ و پس از آن استقلال فنلاند (اعلام شده در دسامبر ۱۹۱۷) نیز باعث درگیری در این کشور شد. 
در ۲۷ ژانویه ۱۹۱۸، دولت فنلاند دستور خلع سلاح تمام پادگان‌های باقی مانده روسیه توسط نیروهای گارد سفید را صادر کرد و در همان روز سرخ‌ها اعلام انقلاب کردند که منجر به جنگ داخلی فنلاند شد. گارد سفید به رهبری ژنرال کارل گوستاو امیل مانرهیم، بخش عمده‌ای از ارتش فنلاند را تشکیل می‌داد و در سرانجام در طول جنگ داخلی فنلاند (۱۹۱۸) به پیروزی رسیدند.